# Puchar Wyszehradzki w hokeju na lodzie
Puchar Wyszehradzki (ang. Visegrád Cup) – coroczne międzynarodowe rozgrywki klubowe w hokeju na lodzie, skupiające uczestników z państw grupy wyszehradzkiej.
W 2017 państwowe federacje hokeja na lodzie z Węgier i ze Słowacji powołały rozgrywki Pucharu Wyszehradzkiego. Pierwszy turniej rozpoczęto w sierpniu 2017. W pierwszych dwóch edycjach uczestniczyły zespoły węgierskie i słowackie. W trzeciej edycji w 2019 do rozgrywek dołączyły drużyny z Czech oraz z Polski.

## Uczestnicy
W pierwszej edycji występowało osiem zespołów (cztery słowackie i cztery węgierskie). Pierwszą edycję 2017/2018 wygrała HK Nitra w dwumeczu z DVTK Jegesmedvék (decydujący najazd wykonał Henrich Ruckay).
W drugiej edycji 2018/2019 brało udział sześć drużyn (trzy słowackie i trzy węgierskie).
W trzeciej edycji uczestniczyło osiem ekip (dwie słowackie, dwie węgierskie, trzy polskie i jedna czeska). Turniej zwyciężył polski klub JKH GKS Jastrzębie.
| 2017/2018 - HK Nitra - HC Nové Zámky - HK Poprad - MsHK Žilina - DVTK Jegesmedvék - Fehérvár AV19 - MAC Budapeszt - Újpesti TE |  | 2018/2019 - HK Nitra - HC Nové Zámky - HK Poprad - Dunaújvárosi Acélbikák - Ferencvárosi TC - Újpesti TE |  | 2019/2020 - HC Poruba - GKS Katowice - JKH GKS Jastrzębie - Podhale Nowy Targ - HC 07 Detva - HK Nitra - Ferencvárosi TC - Újpesti TE |

## Edycje
| Edycja    | Zwycięzca          | Finalista        | Wynik             |
| --------- | ------------------ | ---------------- | ----------------- |
| 2017/2018 | HK Nitra           | DVTK Jegesmedvék | 2:4, 4:2 (k. 1:0) |
| 2018/2019 |                    |                  |                   |
| 2019/2020 | JKH GKS Jastrzębie | HK Nitra         | 3:2, 2:2          |